# جوناس أسبلين
جوناس أسبلين هو شخصية أعمال نرويجي، ولد في 8 سبتمبر 1884، وتوفي في 3 سبتمبر 1964.